# Anapest
| Dvojslabičné | Dvojslabičné                |
| ------------ | --------------------------- |
| ◡ –          | jamb                        |
| – ◡          | trochej                     |
| –            | spondej                     |
| Trojslabičné |                             |
| ◡            | tribrachys                  |
| – ◡          | daktyl                      |
| ◡ – ◡        | amfibrach                   |
| ◡ –          | anapest                     |
| Kombinované  |                             |
| – ◡ – ◡      | daktylotrochej              |
| Legenda      |                             |
| –            | dlouhá, přízvučná slabika   |
| ◡            | krátká, nepřízvučná slabika |

Anapest (z řec. anápaiston, obrácený) je tříslabičná stopa se vzestupným metrem, o dvou slabikách nepřízvučných a jedné přízvučné (v časoměrném verši o dvou slabikách krátkých a jedné dlouhé).
V českém sylabotónickém verši obvykle anapest nebývá vzhledem k akcentačním pravidlům češtiny využíván.
Anapest se vyskytuje především v anglické literatuře.
Not a word to each other; we kept the great pace
Neck by neck, stride by stride, never changing our place;
I turn’d in my saddle and made its girths tight,
Then shorten’d each stirrup, and set the pique right,
Rebuckled the cheek-strap, chain’d slacker the bit,
Nor gallop’d less steadily Roland a whit.
(Robert Browning, “How They Brought the Good News from Ghent to Aix”)
V polské poezii anapestická je Mickiewiczova sloka (14(7a+7a)/10b/14(7c+7c)/10b).